# Jurij Georgijevics Sargin
Jurij Georgijevics Sargin (oroszul: Юрий Георгиевич Шаргин; Engels, 1960. március 20.–) orosz űrhajós, ezredes.

## Életpálya
1982-ben szerzett üzemmérnöki diplomát a Katonai Műszaki Főiskolán. Diplomaszerzés után a Bajkonuri űrrepülőtéren kezdő mérnökként dolgozott. 1987-ben helyettes főmérnök, 1993-tól vezető mérnök. 1995-ben a Dzerzsinszkij Katonai-műszaki Akadémián mérnök-közgazdász diplomát szerzett.
1996. február 9-től részesült űrhajóskiképzésben. Kiképzésben a Jurij Gagarin Űrhajós Kiképző Központban részesült, sikeres vizsgák után megkezdhette szolgálatát. Egy űrszolgálata alatt összesen 9 napot, 21 órát, 28 percet és 41 másodpercet töltött a világűrben. Űrhajós pályafutását 2008. augusztus 30-án fejezte be.

## Űrrepülések
Szojuz TMA–5 fedélzeti mérnöke. Összesen 9 napot, 21 órát, 28 percet és 41 másodpercet töltött a világűrben. A Szojuz TMA–4 fedélzetén tért vissza bázisára.

## Kitüntetések
- Megkapta az Arany Csillag kitüntetést.